# Supercoppa italiana 2017 (pallavolo femminile)
La Supercoppa italiana 2017 si è svolta il 1º novembre 2017: al torneo hanno partecipato due squadre di club italiane e la vittoria finale è andata per la prima volta all'AGIL.

## Regolamento
Le squadre hanno disputato una gara unica.

## Squadre partecipanti
| Squadra | Qualificazione                  | Ultima partecipazione    |
| ------- | ------------------------------- | ------------------------ |
| Imoco   | Vincitrice Coppa Italia 2016-17 | Supercoppa italiana 2016 |
| AGIL    | Vincitrice Serie A1 2016-17     | Supercoppa italiana 2015 |

## Torneo
| 1º novembre 2017 PalaTerdoppio, Novara Durata: 2h:09 - Spettatori: 3 527 | AGIL | 3 - 2 | Imoco | 25-19, 25-27, 22-25, 25-23, 16-14 |